# Hôpital Necker-Enfants malades
Hôpital Necker-Enfants malades je nemocnice v Paříži. Nachází se v 15. obvodu. Nemocnice je součástí lékařské fakulty Univerzity Paris-Descartes. V roce 2010 byla spojena s Hôpital Saint-Vincent-de-Paul do jednoho nemocničního centra. Část nazvaná Enfants malades je specializovaná pediatrická nemocnice, která slouží jako významné národní pracoviště. Přes 20 % dětských pacientů pochází mimo Paříž a region Île-de-France z ostatních oblastí Francie a ze zahraničí. Nemocnice Necker je určena dospělým pacientům. Nemocnice provede každoročně 300 000 vyšetření a má 865 lékařů a 3000 dalších osob lékařského a administrativního personálu.

## Historie
Nemocnici Necker založila v roce 1778 Suzanne Necker, manželka Jacquese Neckera, ministra financí Ludvíka XVI., pod názvem Hospice de charité des paroisses de Saint-Sulpice et du Gros-Caillou (Charitativní hospic farností Saint-Sulpice a Gros-Caillou). Měla 120 lůžek a byla umístěna v klášteře benediktinek. V roce 1802 získala svůj dnešní název.
Hôpital des Enfants malades (Nemocnice nemocných dětí) vznikl v roce 1801 z rozhodnutí generální nemocniční rady (Conseil général des hospices) jako dětská nemocnice obojího pohlaví do věku 15 let. Oficiálně byla otevřena v roce 1802 na místě bývalého sirotčince Maison de l'Enfant Jésus. Měla 250 lůžek a stala se první specializovanou pediatrickou nemocnicí na světě. Děti zde byly rozděleny podle nemoci a pohlaví do velkých sálů po 30 až 40 lůžkách. Personál tvořili dva lékaři, jeden chirurg, lékárník a osm studentů, 6 dozorců a 33 zdravotních sester. V roce 1850 se počet lůžek zvýšil na 600.
Obě nemocnice byly sloučeny ve 20. letech 20. století, ale zachovaly si rozdělení specializace na dětské a dospělé pacienty.
Budovy nemocnice v roce 1966 rekonstruoval architekt André Wogenscky, žák Le Corbusiera. V roce 2008 byly budovy nemocnice Enfants malades zbořeny, aby byly nahrazeny novou. Protože se jednalo o stavby ze 17. a 18. století, setkal se projekt s protesty okolních obyvatel i památkářů. V roce 2009 byla otevřena nová budova se 450 lůžky pro matky s dětmi za 180 miliónů €. V roce 2010 byla k nemocnici přečleněn Hôpital Saint-Vincent-de-Paul.
Nemocnice má v dějinách lékařství několik prvenství. V roce 1816 zde René Théophile Hyacinthe Laënnec vynalezl fonendoskop. Dne 4. prosince 1859 Eugène Azam, Paul Broca a Eugène Follin zde provedli operaci tumoru pod hypnotickou anestezií podle metody Jamese Braida. V letech 1893-1894 Auguste Chaillou a Louis Martin aplikovali s úspěchem 300 dětem sérum proti záškrtu z Pasteurova ústavu. V roce 1952 Jean Hamburger a Louis Michon zde provedli první transplantaci orgánů ve Francii, jednalo se o transplantaci ledviny. V roce 1999 Alain Fischer a Marina Cavazzana-Calvo zde provedli první Genová terapie.